# Baby’s Got a Temper
Baby’s Got a Temper – utwór brytyjskiego zespołu muzycznego The Prodigy, wydany 1 lipca 2002 roku. Był to pierwszy singel zespołu pięć lat po wydaniu „Smack My Bitch Up” w roku 1997. „Baby’s Got a Temper” jest jedynym singlem The Prodigy, który nie pojawił się na żadnym albumie studyjnym i pomimo znalezienia się na Canadian Singles Chart, utwór spotkał się z negatywnym przyjęciem krytyków.

## Lista utworów
CD
1. „Baby’s Got a Temper” – 4:24
2. „Baby’s Got a Temper” (Dub) – 5:58
3. „Baby’s Got a Temper” (Instrumental) – 4:24

12"
1. „Baby’s Got a Temper” – 4:24
2. „Baby’s Got a Temper” (Dub Mix) – 5:28
3. „Baby’s Got a Temper” (Instrumental) – 4:24
4. „Baby’s Got a Temper” (A Cappella) – 3:25